# Абусир

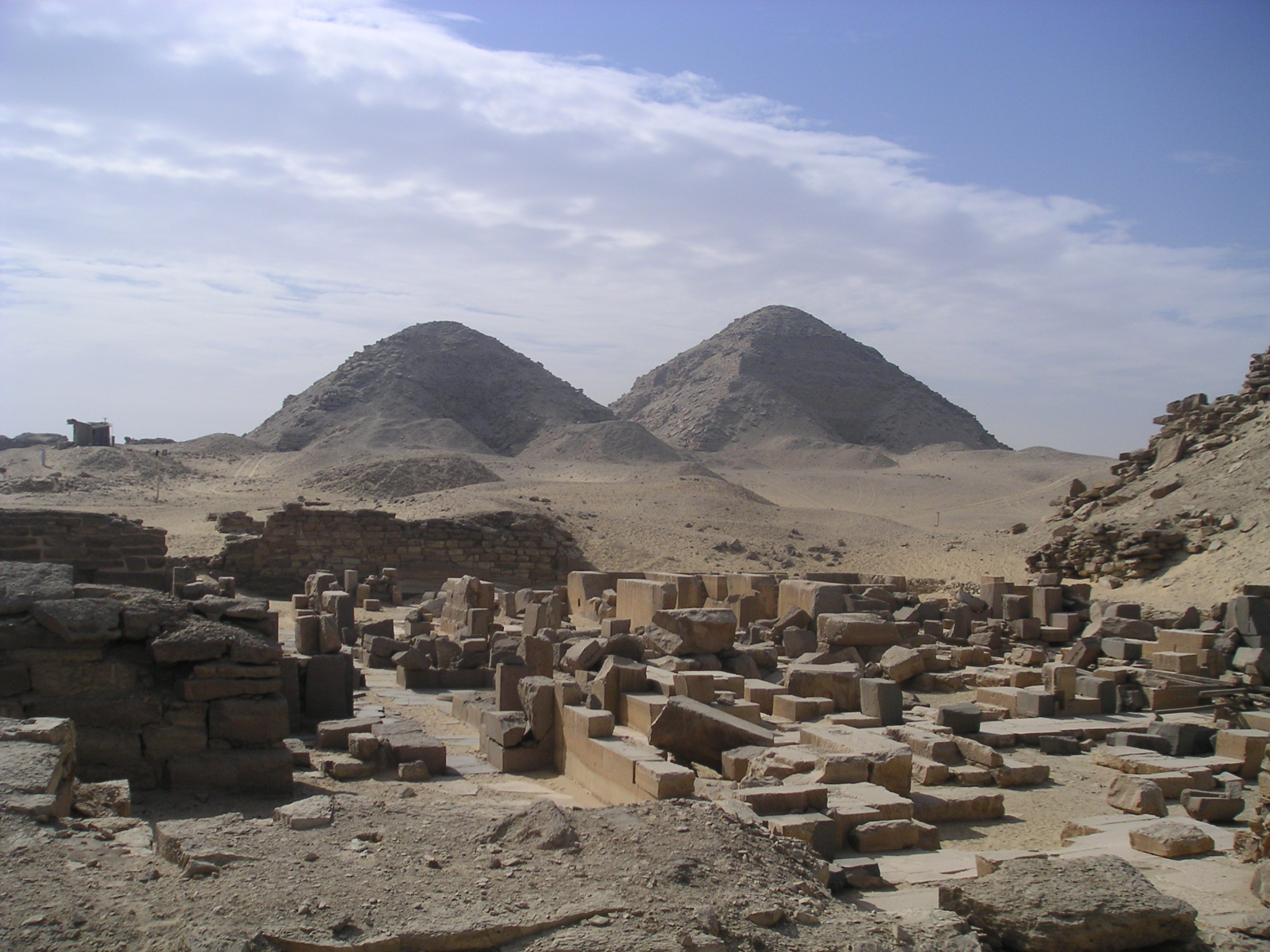
Абусирские пирамиды

Абусир эль-Мелек (араб. ابو صير‎ — современная арабская деревня, именем которой назван царский некрополь в окрестностях древнего Мемфиса, на левом берегу Нила, в нескольких километрах севернее некрополя Саккары. Во времена Плиния Старшего город Бусирис (Бузирис) славился своими катакомбами. Некрополь относится к середине 3-го — середине 1-го тысячелетия до н. э.
В Абуси́ре уцелели 14 ступенчатых пирамид V династии, которые меньше по размерам и менее качественно выполнены, нежели пирамиды предшествующей IV династии. По всей видимости, фараоны 5-й династии перенесли основной царский некрополь в Абусир, будучи не в состоянии состязаться с памятниками своих предшественников в Гизе. Лучше других сохранились пирамиды фараонов Нефериркара, Сахура и особенно Ниусерра. Абусир известен также своими «солнечными храмами»; здесь находится самый ранний из таких храмов — храм царя V династии Усеркафа.
Первым из египтологов Абусир основательно исследовал в 1842 году Карл Рихард Лепсиус. В 1902—1908 гг. экспедицией под руководством Людвига Борхардта, исследовавшей главным образом пирамидный комплекс Сахура, был открыт царский архив фараона Нефериркара Какаи. В 1960-х годах некрополь исследовали чешские археологи во главе З. Жабой. В 1976 году раскопки в Абусире возобновила команда чешских археологов во главе с Мирославом Вернером. В припирамидных храмах ими были сделаны самые значительные по объёму находки папирусов Древнего царства, в основном относящиеся к царствованиям Неферефры и его матери. Были изучены пирамидный комплекс Хеткаус; гробница чиновника XXVI династии, не разграбленная о времени исследования и сохранившая расписной саркофаг, мебель, сосуды, ушебти и другие предметы. В мастабах V династии были обнаружены скульптуры, рельефы, настенные росписи.
Из зубной ткани 90 абусирских мумий удалось выделить образцы митохондриальной ДНК (гаплогруппы H13, J1d, M1a (субклады M1a1, M1a2a, M1a1i, M1a1e), U, HV, T1, T2, X, K, R0, R, W, I, I9 (JK2958), N). Полные геномы были изучены у трёх мумий. Две из них могут быть отнесены к ближневосточной Y-хромосомной гаплогруппе J (субклады J1 и J2). У образца JK2134 (787—546 гг. до н. э.) определена Y-хромосомная гаплогруппа J1-Z1853 и митохондриальная гаплогруппа J1d, у образца JK2911 (779—544 гг. до н. э.) определена Y-хромосомная гаплогруппа J2b-M205 и митохондриальная гаплогруппа M1a1. У третьей мумии (образец JK2888, 151—23 гг. до н. э.) определена Y-хромосомная гаплогруппа E1b1b1 (M35/78) и митохондриальная гаплогруппа U6a2.

## Основные памятники Абусира
В основном только одна V династия строила в местности Абу Гураб свои памятники, среди которых были небольшие солнечные храмы и шесть пирамид. Пирамиды уступают в размерах пирамидам на плато Гиза, но в то же время они находятся выше над уровнем моря, кроме того, есть ещё одно отличие — пирамиды окружены значительными по размерам комплексами, увеличивающими их площадь почти на четверть.

План Абусира

Здесь, в одном месте, собраны различные образцы древней культуры, связанной с погребальными традициями. Некогда это был настоящий город мёртвых, медленно увеличивающийся в размерах.
Сооружения в Абусире с севера на юг, в направлении Саккары:
- Солнечный храм Ниусерра, V династия.
- Солнечный храм Усеркафа, V династия.
- Незавершённая пирамида в Абусире[8], V династия.
- Пирамида Сахура, V династия.
- Мастаба Нефертханебти, жены царя Сахура, V династия.
- Мастаба Нетжериренра, принца, сына Сахура, V династия.
- Пирамида Нефериркара Какаи, V династия.
- Мастаба Уаш-Птаха (Wš-Ptḥ), визирь Нефериркара Какаи, V династия.
- Пирамида Ниусерра, V династия.
- Некрополь Ниусерра:
  - Мастаба Птахшепсеса (Ptḥ-Šp.ss), визиря царя.
  - Мастаба Птахшепсеса II (или юноша), сына визиря.
  - Мастаба Усеркаф-Анкха, управляющего всеми делами царя.
  - Мастабы «принцесс» :
    - Кхамерернебти, жрицы Хатхор.
    - Мерититес, девушки царских кровей[9].
    - Неопознанной женщины.
    - Ка-хотеп, жрицы.

  - Мастаба Тепеманкха, управляющего дворцом.
- Пирамида Хенткауса II, V династия.
- Мастаба Хеджетнебу и Тисетхора, V династия.
- Мастаба Несеркаухора, V династия.
- Пирамида Неферефра, V династия.
- Пирамида № 24 Лепсиуса, V династия.
- Пирамида № 25 Лепсиуса, V династия.

Наконец, на юге этой местности располагаются гробницы, датируемые более поздними эпохами, в которых, однако, имеются следы неоконченных древних пирамид:
- Шахта гробницы Уджагорресента, XXVI (Саисская) династия и XXVII (Персидская) династия.
- Шахта гробницы Иуфаа, XXVI (Саисская) династия.
- Шахта гробницы Менекхибнекау, XXVI (Саисская) династия.